# Szovjetszkiji járás (Hanti- és Manysiföld)
A Szovjetszkiji járás (oroszul Сове́тский райо́н) Oroszország egyik járása Hanti- és Manysiföldön. Székhelye Szovjetszij.

## Népesség
- 2010-ben 48 058 lakosa volt, melyből 37 359 orosz, 3 000 tatár, 1 330 ukrán, 650 komi, 599 baskír, 578 azeri, 355 fehérorosz, 341 csuvas, 315 tadzsik, 296 udmurt, 280 mari, 235 üzbég, 185 moldáv, 167 manysi, 157 német, 154 mordvin stb.